# Bruno Tabanez
Bruno Fernando Tabanez de Oliveira (Santa Bárbara d'Oeste, 8 de maio de 1985) é um ciclista brasileiro, vencedor da Prova Ciclística 9 de Julho de 2009, ano no qual foi campeão do Ranking Brasileiro de Ciclismo de Estrada.
Em 2008 e 2009, foi um dos principais velocistas do país, sendo 3º colocado no Ranking Brasileiro de Ciclismo de Estrada de 2008 e 1º colocado em 2009. Mas em 2011, sofreu uma grave lesão no quadril, sendo até aconselhado por médicos a interromper sua carreira. Seu resultado mais expressivo após a lesão foi uma vitória na 3ª etapa do Campeonato Paulista de Resistência, em 2012.

## Principais resultados
2007
1º - Etapa 7 da Volta do Estado de São Paulo
2008
2º - Classificação Geral do Torneio de Verão
1º - Etapas 2 e 4
1º  Classificação por montanha do Giro do Interior de São Paulo
1º - Etapa 5
1º - Prova de Aniversário da FPC
1º - Prova Ciclistica 1° de Maio - GP Ayrton Senna
2º - Prova Ciclística 9 de Julho
2º - 100 km de Brasília
3º - Ranking Brasileiro de Ciclismo de Estrada
2009
1º - Corrida Antonio Assmar - TV Amapá
1º - Corrida Cidade Macapá
2º - Classificação Geral do Torneio de Verão
1º - Etapa 2
2º - Classificação Geral da Volta Ciclística Cuiabá Chapada dos Guimarães
1º - Etapa 1
1º - Prova Ciclística 9 de Julho
1º - Giro Memorial a Tribuna
1º - Etapa 2 da Volta do Rio de Janeiro
1º - Etapa 7 da Volta do Estado de São Paulo
1º - Ranking Brasileiro de Ciclismo de Estrada
2010
2º - Copa Cidade Canção
1º - Prova São Salvador
3º - Volta Ciclística do Grande ABCD
2011
2º - Classificação Geral da Volta Ciclística do Pará
1º - Etapa 3